# 宋琪
宋琪（917年—996年），字俶宝，幽州蓟人。
早年由於石敬瑭割讓幽云十六州，宋琪成為契丹國的漢人，长于文学，好诙谐。契丹學漢人舉行贡部，琪中进士，成為寿安王侍读。天福六年（941年），幽州大帅赵延寿聘請宋琪为从事，赵赞擔任河中节度使，聘为记室。周世宗征淮南时，隨赵赞出征，以功特加散大夫。太平兴国三年（978年），授太子洗马，上疏给宋太宗征讨幽蓟的方略。至道二年（996年），拜右仆射。是年卒。

## 延伸阅读
[在维基数据编辑]
 在维基文库阅读此作者作品
 《宋史/卷264》，出自脱脱《宋史》